# Spyro el Dragón
Spyro el Dragón es el personaje principal y el protagonista de la serie de videojuegos Spyro. Aparece en Spyro el Dragón (1998), Spyro 2: En busca de los talismanes (1999), Spyro: El año del dragón (2000), Spyro: Buscando a la Libélula (2002), Spyro: La Cola de un Héroe (2004), La leyenda de Spyro: Un nuevo comienzo (2006), La leyenda de Spyro: la noche eterna (2007) y La leyenda de Spyro: la fuerza del dragón (2008), para pasar a ser parte de la serie Skylanders entre 2011 y 2016.
En 2018 se produjo el lanzamiento de la trilogía original de PlayStation remasterizada para PlayStation 4, titulada Spyro Reignited Trilogy.
Spyro hizo su primera aparición en el juego de 1998 Spyro el Dragón. Se trata de un joven dragón, violeta, con alas naranja medianas, cuernos grandes y curvos (la mayor parte del tiempo), un pico en forma de espiral en la punta de su cola, y un pico en la cabeza que se asemeja a un peinado mohawk. Es notablemente más pequeño que la mayoría de los otros dragones retratados en la serie; una característica que lo ayuda en el primer videojuego. En la serie original, la mayoría de los dragones se representaban como criaturas bípedas; sin embargo, Spyro fue representado como un dragón cuadrúpedo. En la serie más nueva, su historia de fondo fue re-imaginada, estableciendo que dos ladrones estaban corriendo por los reinos del dragón y los dragones los detuvieron. Tenían dos huevos, y los dragones los adoptaron como propios. Más tarde nacieron y estos eran Spyro el Dragón y Sparx la Libélula. Esta libélula se convirtió en la responsable de mantener vivo a Spyro y ayudar a su salud.

## Desarrollo
Spyro fue creado por Charles Zembillas para el juego Spyro el Dragón (videojuego). Durante el desarrollo del juego, Spyro originalmente estaba destinado a ser verde, pero los desarrolladores pensaron que era una mala idea porque se mezclaría con las áreas de hierba, por lo que finalmente cambiaron su color a púrpura.
Después del primer pase creativo en el proyecto, los productores tomaron su primera decisión importante: decidieron que el dragón sería un personaje que atrajera a un público de entre 8-10 años. El personaje tenía que ser lindo, pero al mismo tiempo, travieso, malcriado, impredecible y algo advenedizo. Al final de este pase, se definió el diseño del personaje en el que se convertiría la base de Spyro.
En una entrevista, Ted Price declaró que renunciaron a la serie después de lanzar Spyro: El año del dragón, porque las acciones de Spyro eran limitadas, debido a que no podía sostener nada en sus manos. Con las ventas fallidas de Disruptor, Spyro fue el último recurso de Insomniac Games antes de declararse en bancarrota. Stewart Copeland fue comisionado por Insomniac Games y Universal Interactive Studios en 1998, para desarrollar los temas musicales de Spyro el Dragón (videojuego).

## Características

### Personalidad
A lo largo de la serie original, Spyro es retratado como un dragón aventurero, enérgico, curioso, con poca preocupación por su propia seguridad. También se lo describe como un héroe valiente, conocido por su actitud un tanto arrogante y testarudez.
El reinicio de la serie Spyro, la trilogía La leyenda de Spyro: Un nuevo comienzo, presenta una encarnación alternativa de Spyro, en la que se describe que está dispuesto a ayudar a sus amigos y desconocidos con cualquier problema que puedan tener, sin algún deseo de recompensa. Aquí, Spyro es aventurero, curioso acerca de su pasado y ansioso por darle forma a su futuro, en el que se espera que se convierta en algo así como un gran líder de los dragones.
En la adaptación de Skylanders, Spyro es descrito como un pequeño dragón de carácter fuerte y joven de corazón, pero poseía una actitud testaruda y arrogante. Al igual que en su Encarnación de La leyenda de Spyro: Un nuevo comienzo, en Skylanders Spyro vino de una rara línea de dragones púrpuras mágicos capaces de aprovechar el poder de varios elementos clásicos.

### Habilidades
En la serie original, los principales ataques de Spyro consisten en embestir a sus oponentes con sus largos cuernos o dispararles fuego. En juegos posteriores, los poderes especiales permiten volar continuamente, escupir bolas de fuego destructoras y escupir ráfagas de hielo. En cada juego después de Spyro 2: Estación de Fuego, Spyro es capaz de exhalar fuego y hielo, con puertas que liberan poderes que le permiten respirar súper fuego, hielo y rayos. En Spyro: Buscando a la Libélula, exhala fuego, burbujas, rayos y hielo. En Spyro: La Cola de un Héroe, puede respirar fuego, agua, hielo y rayos.
En la serie la leyenda de Spyro, Spyro controla los elementos del Fuego, Electricidad, Hielo y Tierra. Aparte de eso también puede controlar el tiempo, hace que el tiempo vaya más despacio en un corto periodo.
En la serie Skylanders, Spyro tiene la capacidad de controlar todos los elementos del mundo de Skylands, pero prefiere el fuego. En algunas ocasiones, también puede aprovechar los poderes de la oscuridad para convertirse en su alter ego, Spyro Oscuro; pero este proceso siempre lo pone en riesgo de ser consumido por la oscuridad.
En la mayoría de los juegos, Sparx, el compañero libélula de Spyro, es un elemento importante en todo el juego. Él representa la salud de Spyro. Cuando Spyro es golpeado, Sparx comenzará a cambiar de color. El amarillo es de alta salud, el azul es salud regular, el verde es salud baja. Si Sparx desaparece, Spyro será vulnerable y morirá si lo golpean de nuevo. Sparx puede reaparecer, o restaurarse, comiendo mariposas que se encuentran cuando Spyro ataca a los animales.

## Apariciones

### Serie original
En Spyro el Dragón (videojuego), Gnasty Gnorc atrapa a todos los dragones dejándolos petrificados en cristal, a excepción de Spyro, quien se salva por su tamaño, y a partir de entonces atraviesa los Reinos del Dragón salvando a los dragones atrapados, y finalmente vence a Gnasty, después de matar a los otros Gnorks. En Spyro 2: En busca de los talismanes, Spyro busca unas vacaciones en los reinos de los dragones; pero llega a Avalar, donde Ripto, un mago malvado, se ha proclamado gobernante, y Spyro debe derrotarlo. Después de liberar cada uno de los tres reinos de Avalar, él derrota a Ripto, y finalmente tiene sus vacaciones. En Spyro: El año del dragón , un conejo antropomorfo llamada Bianca, y su ejército de Rhynocs, roban los huevos de los dragones. Debido a que Spyro es el único dragón lo suficientemente pequeño como para entrar en el agujero creado por Bianca, él va en busca de los huevos. Después de que Bianca descubre lo que la Hechicera (la villana y su superior) planea hacer con los huevos de los dragones, se alía con Spyro. Después de pasar por los cuatro Reinos Olvidados, Spyro y Bianca finalmente rescatan los huevos.
En Spyro: Buscando a la Libélula, Spyro debe rescatar a todas las libélulas, robadas por el malvado Ripto. En Spyro: La Cola de un Héroe se muestra a Spyro salvando a los Reinos del dragón de ser sumergidos en la oscuridad por un antiguo dragón llamado Rojo (Red).

### Serie de la Leyenda de Spyro
La trilogía la Leyenda de Spyro sirve como un reinicio para la saga. En La leyenda de Spyro: Un nuevo comienzo se establece que Spyro fue criado por una familia de libélulas en un pantano; pero luego viaja al templo del dragón, para encontrarlo bajo el ataque de Cynder, un dragón al servicio del Maestro Oscuro. Después de que Spyro derrota a Cynder en la batalla, ella se convierte en una dragón bondadosa.
En La leyenda de Spyro: la noche eterna, los dragones son atacados por Gaul, el Rey Mono, para liberar al Maestro Oscuro. Spyro viaja a la montaña de Malefor para detener a Galia y rescatar a Cynder, a quien los simios habían secuestrado. Después de que Gaul es derrotado, Spyro se encierra a sí mismo, a Sparx y a Cynder en un cristal gigante para protegerlos mientras la montaña se desmorona.
En La leyenda de Spyro: la fuerza del dragón, Spyro y Cynder son liberados del cristal por los secuaces enemigos. Están unidos por serpientes mágicas y son atacados por un golem gigante y deben escapar con la ayuda de Cazador. Descubren que Malefor, el Maestro Oscuro, ha escapado y luego lanzó al Destructor, una bestia capaz de destruir el mundo. Deben viajar a la ciudad del Dragón a través del bosque encantado y luego a través de Avalar (donde rescatan a Meadow, un guepardo Cheetah del pueblo de Cazador) Luego llegan a la ciudad del Dragón y deben ayudar a proteger la ciudad y salvar a la gente. Él y los cuatro dragones ancianos ralentizan a la bestia, luego Spyro y Cynder se enfrentan al Maestro Oscuro. Durante la batalla, los tres caen en el centro de la tierra, donde Malefor es derrotado. A partir de ahí, Spyro repara el daño que el Destructor causó al planeta, y él y Cynder son vistos volando juntos a través del aire hacia el final del juego. Esto significa el final del juego y es el último juego de la serie La leyenda de Spyro.

### Serie Skylanders
Spyro el Dragón ha aparecido en la franquicia de videojuegos de Skylanders, que comienza con Skylanders: La aventura de Spyro. Si bien su papel es pequeño en los juegos, se le asignan papeles más importantes en las novelas y en ciertos cómics de IDW sobre los Skylanders. En Skylanders: Imaginadores, Spyro, junto con otros Skylanders seleccionados como los favoritos de los fanáticos, se les dio un papel más importante como guías para los jugadores dentro de ciertos niveles.
La historia de Spyro dice que proviene de una extraña línea de dragones púrpuras mágicos, que provienen de tierras lejanas a las que pocos han viajado. Se ha dicho que los Rollos de los Antiguos mencionan a Spyro prominentemente; los viejos Maestros del Portal habiendo hecho una crónica de sus muchas aventuras emocionantes y hazañas heroicas. Finalmente, fue el Portal Maestro, el propio Maestro Eon, quien se acercó y lo invitó a unirse a los Skylanders. Ahora que llama a Skylands su hogar, Spyro sigue siendo uno de sus protectores más valiosos, con el mal enfrentando a un nuevo enemigo, y los Skylanders ganando un valioso aliado.
Durante su tiempo como uno de los Skylanders, Spyro se hizo buen amigo de otros dos Skylanders, Stealth Elf y Eruptor. También es responsable de derrotar y liberar a Cynder del hechizo del Rey Dragón No Muerto, Malefor. Dentro de las novelas y cómics de la franquicia Skylanders, Spyro está fuertemente implicado con los Skylanders, llegando a ser el segundo al mando, asumiendo regularmente como líder de los Skylanders cuando un Maestro del portal, como el Maestro Eon, no está disponible.

### Spyro Reignited Trilogy
Spyro Reignited Trilogy fue anunciado por la empresa Activision, siendo una remasterización de la trilogía original de PlayStation, que será lanzado para las consolas PlayStation 4 y Xbox One, con motivo del 20° aniversario de la serie original. Está siendo desarrollado por la empresa responsable de la serie Skylanders, Toys for Bob. El videojuego tiene previsto su lanzamiento para el 13 de noviembre de 2018.

### Otros medios
También se crearon varios títulos spin-off para consolas portátiles. En Spyro: Estación de hielo y Spyro 2: Estación de Fuego, Spyro trabaja para salvar el Reino de las Hadas y el Reino del Dragón, respectivamente, después de que Ripto y los Rhynocs los cubren con hielo. En Spyro: El ataque de los Rhynocs, se muestra a Ripto tratando de invadir, el Reino del Dragón; Spyro se dispone a repeler la invasión.
En Spyro: El Legado Oscuro, ocurre una invasión, por un hechicero que crea una versión oscura del Reino del Dragón, esperando usar este reino para conquistar el Reino del Dragón original. Spyro se dispone a liberar a los prisioneros del brujo y derrotar al hechicero.
Skylanders: Universe, estaba pensado para ser una versión en línea del videojuego Skylanders original.
Se hicieron tres juegos para teléfonos móviles, enfrentando a Spyro contra villanos vistos previamente en la franquicia, como Ripto. También hay un juego cruzado llamado Crash Fusión, en el que Spyro se une con su compañero de Universal/Sierra Crash Bandicoot, para vencer a sus nemesis Ripto y el Doctor Neo Cortex; Spyro también hizo un breve cameo en una escena de Crash Twinsanity, enloqueciendo a algunos de los villanos de ese juego por robar parte de su tesoro, y también apareció en la versión GBA de Crash Nitro Kart como un personaje desbloqueable.
Spyro es el protagonista principal de la serie de televisión spin-off de Skylanders estrenada en 2016, llamada Academia Skylanders. Él es interpretado por Justin Long. Fue encontrado como un huevo recién nacido por el Maestro Eón, y fue criado por él, por lo que hasta ahora sus orígenes en este universo son en gran parte desconocidos.
Spyro también apareció en el anuncio de Ty de El demonio de Tasmania en una cama de hospital junto con Crash Bandicoot, y Sonic el Erizo. Krome Studios desarrolló las dos primeras entregas de la leyenda de Spyro.
Spyro también apareció en el lanzamiento de Game Boy Advance de Crash Fusion (conocido como Crash Purple: Ripto's Rampage en los EE. UU.) Donde se podía jugar cuando el juego estaba vinculado a su contraparte de Spyro , Spyro Fusion (Spyro Orange: The Cortex Conspiracy en los Estados Unidos). También apareció como un corredor desbloqueable en la versión Game Boy Advance de Crash Nitro Kart .

## Mercancías
Cinco juguetes basados en Spyro, incluido un tablero de damas y un llavero, fueron incluidos con comidas para niños en una promoción de Wendy's para el videojuego La leyenda de Spyro: la noche eterna. También hubo juguetes lanzados en McDonald's junto con juguetes de Crash Bandicoot en 2006.
Varias versiones de peluche de Spyro también han aparecido en tiendas de juguetes, aunque se desconoce si son o no una mercancía oficial. Otra mercancía de Spyro, que incluye juguetes de peluche y juguetes MEGA Blok, forman parte de la última franquicia de Skylanders.
El 22 de abril de 2017, First4Figures anunció que están colaborando con Activision para lanzar la mercancía de Spyro el Dragón relacionada con la clásica trilogía salida para PlayStation.

## Recepción
Game Revolution criticó negativamente la voz de Spyro en el primer juego, y la comparó con el chihuahua de Taco Bell (que también fue interpretado por Carlos Alazraqui). IGN elogió el diseño de Spyro, diciendo que es "lindo pero no repugnantemente lindo", y luego dijo que "es un poco soso, y no el tipo de mascota de la que me enamoraré", afirmando que "es como una mezcla entre un perrito grande y un burro, pintado de púrpura". UGO.com listó a Spyro en la lista de los personajes de videojuegos más lindos, diciendo que "el pequeño dragón morado era lindo, pero no lo suficientemente lindo como para ganar la Gran Guerra de Mascotas de PlayStation de 1998". En la edición de 2011 del Libro Guinness de los récords se enumera a Spyro como el 39.º personaje de videojuego más popular. En 2012, GamesRadar clasificó a Spyro como "una de las criaturas mitológicas más reconocibles de todos los tiempos" y como el 92.º "protagonista más memorable, influyente y rudo" en los videojuegos. En el mismo año, se clasificó noveno en el listado de 'los 25 Dragones más Patea Traseros de los Videojuegos', con el escritor Obi Anyawu indicando que Spyro "es verdaderamente original, tanto en su tamaño como en su color".